# Tadao Andō
 Andō (安藤忠雄?, Andō Tadao; Osaka, 13 settembre 1941) è un architetto giapponese, tra i più noti sulla scena internazionale. Il suo approccio all'architettura è talvolta classificato come Regionalismo critico.

## Biografia

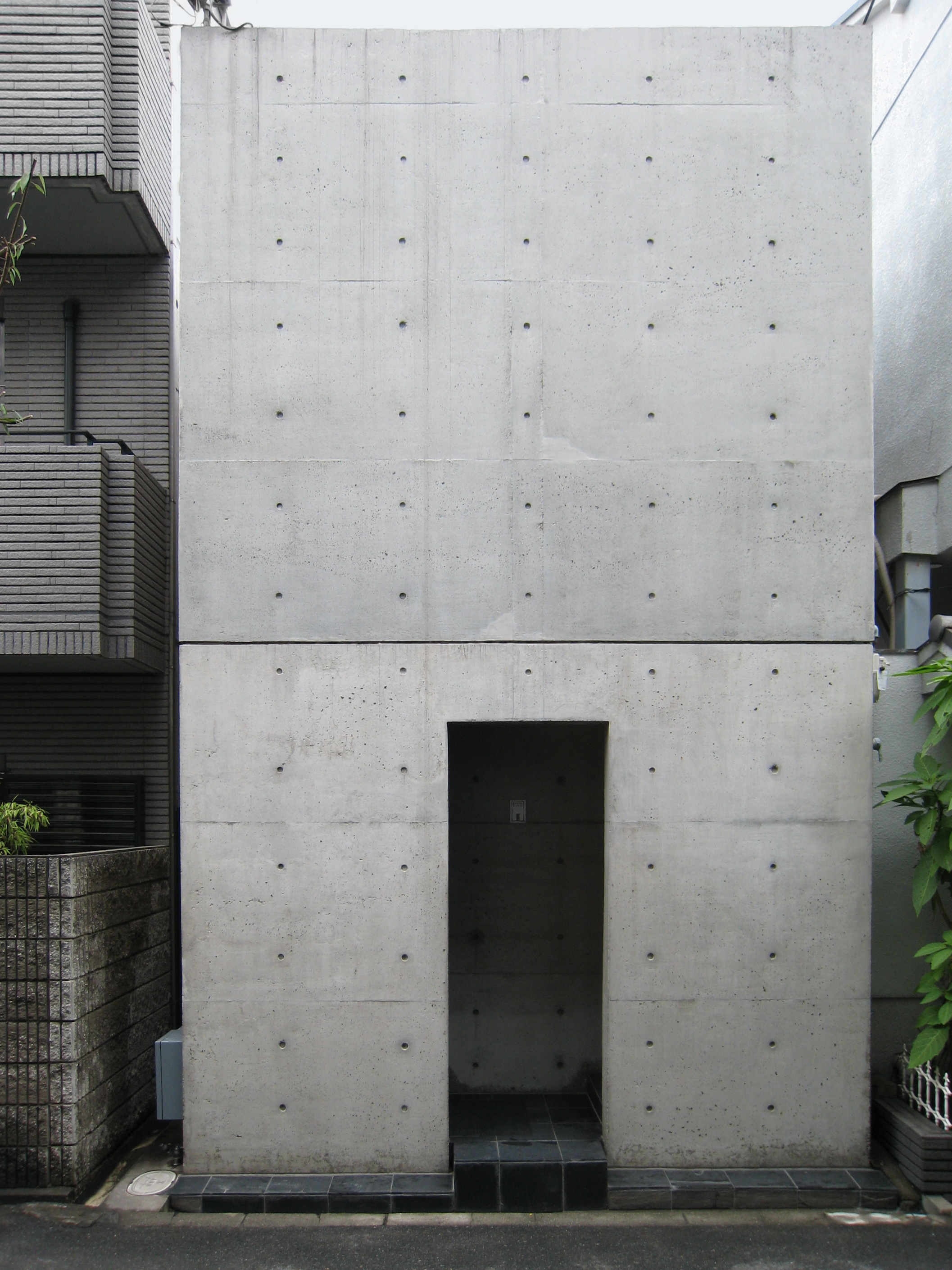
Casa Azuma (住吉の長屋) a Osaka (1976)

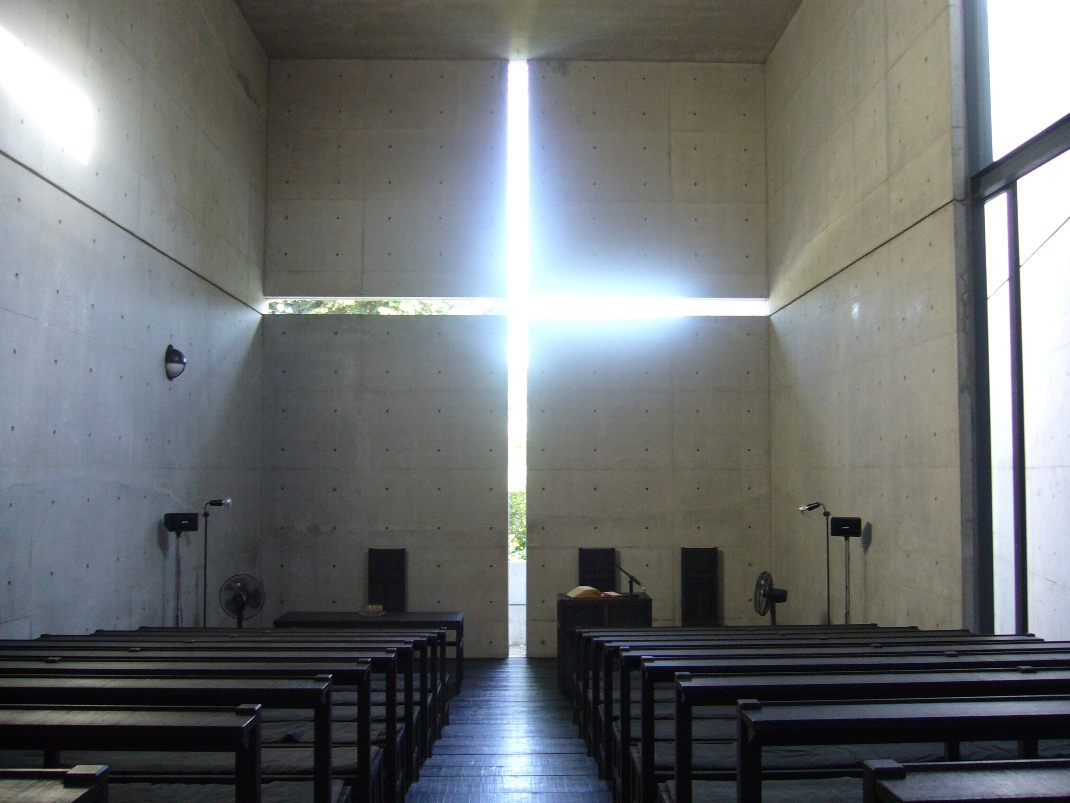
Interno della chiesa della Luce (茨木春日丘教会), a Ibaraki (Osaka, 1987-1989)

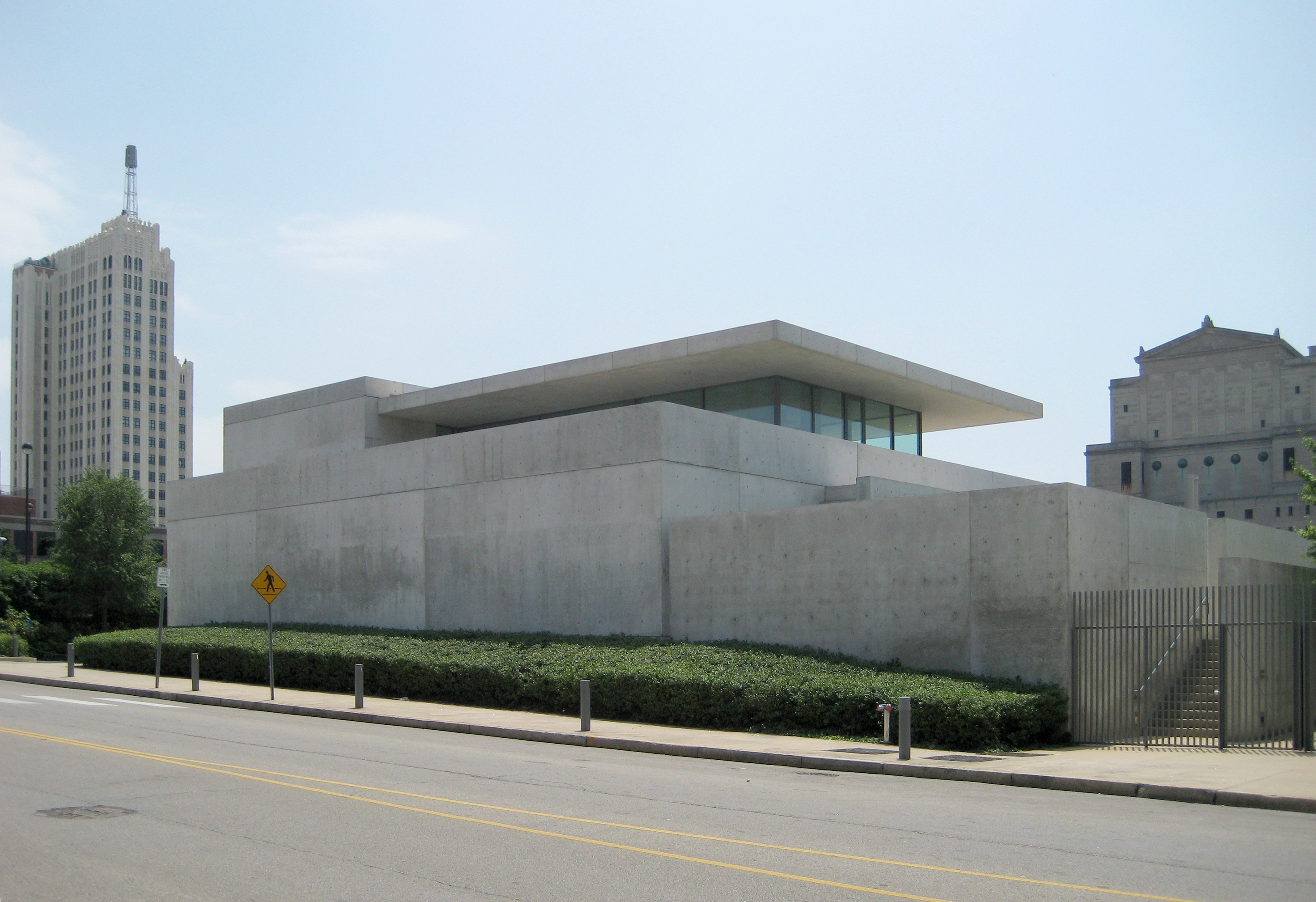
La Fondazione per le arti Pulitzer a Saint Louis (Missouri), negli Stati Uniti (2001)

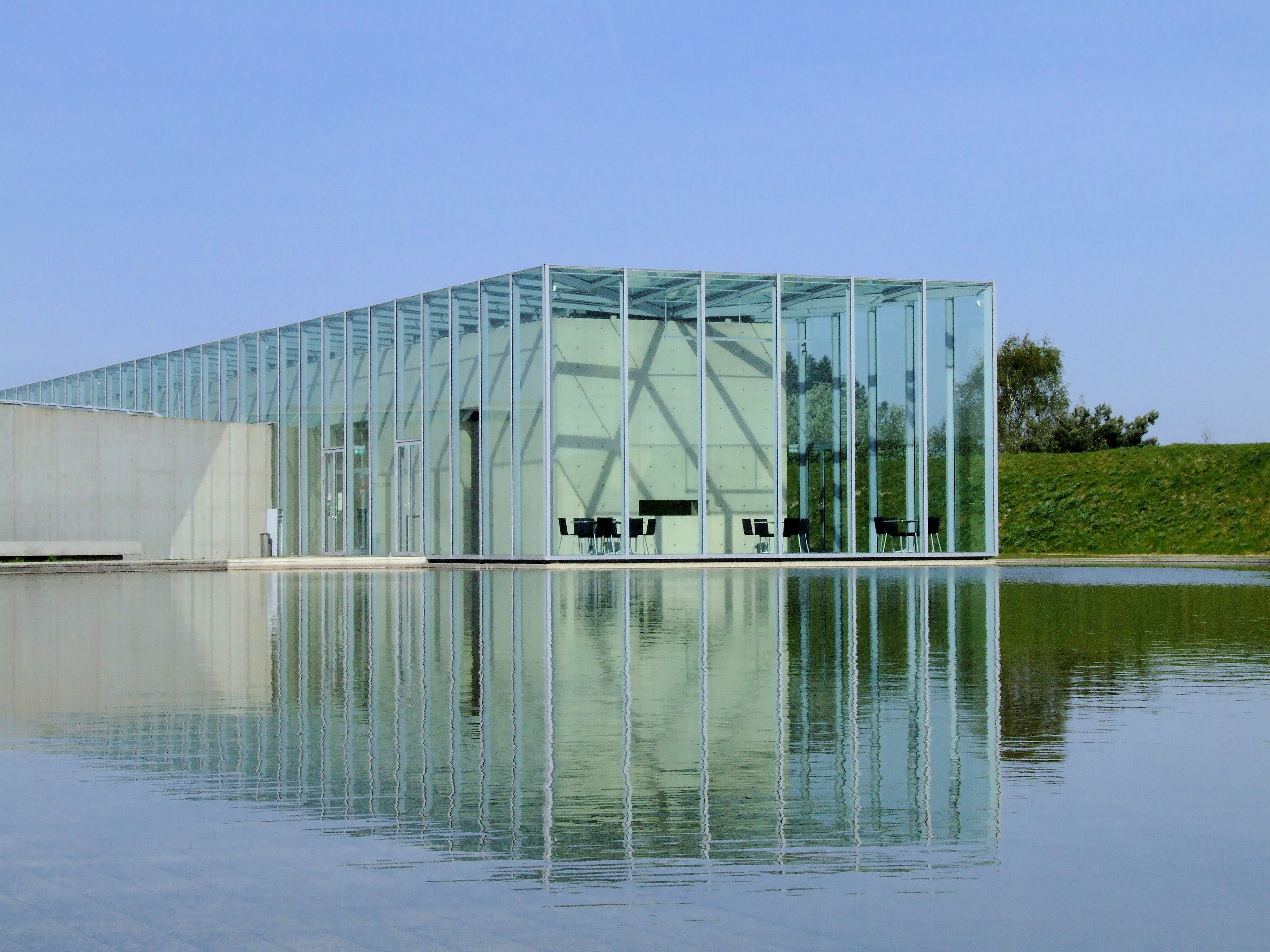
La Fondazione Langen a Neuss, in Germania (2004)

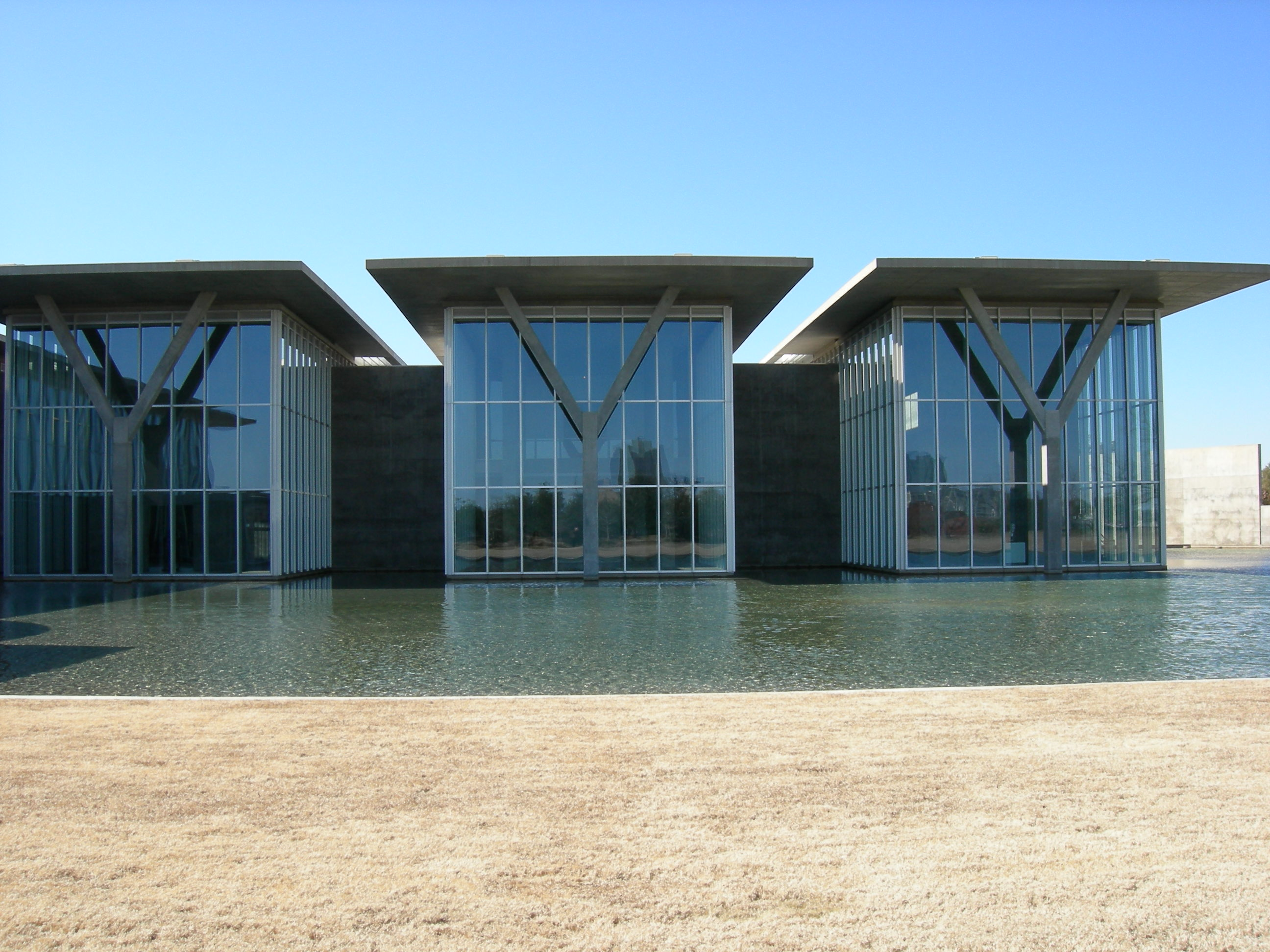
Museo d'arte moderna a Fort Worth, in Texas (2002)

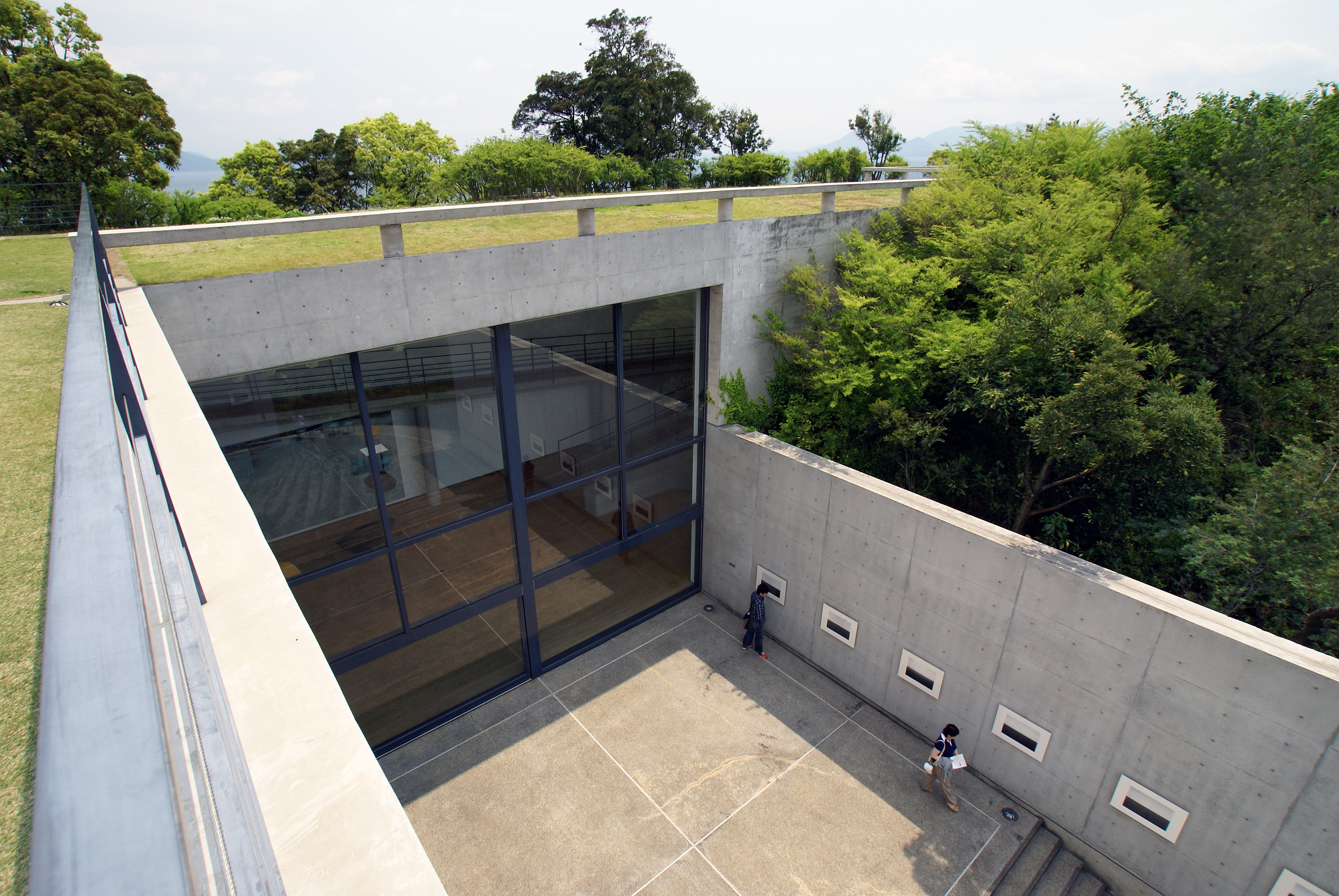
Benesse House a Naoshima, Kagawa (2006)

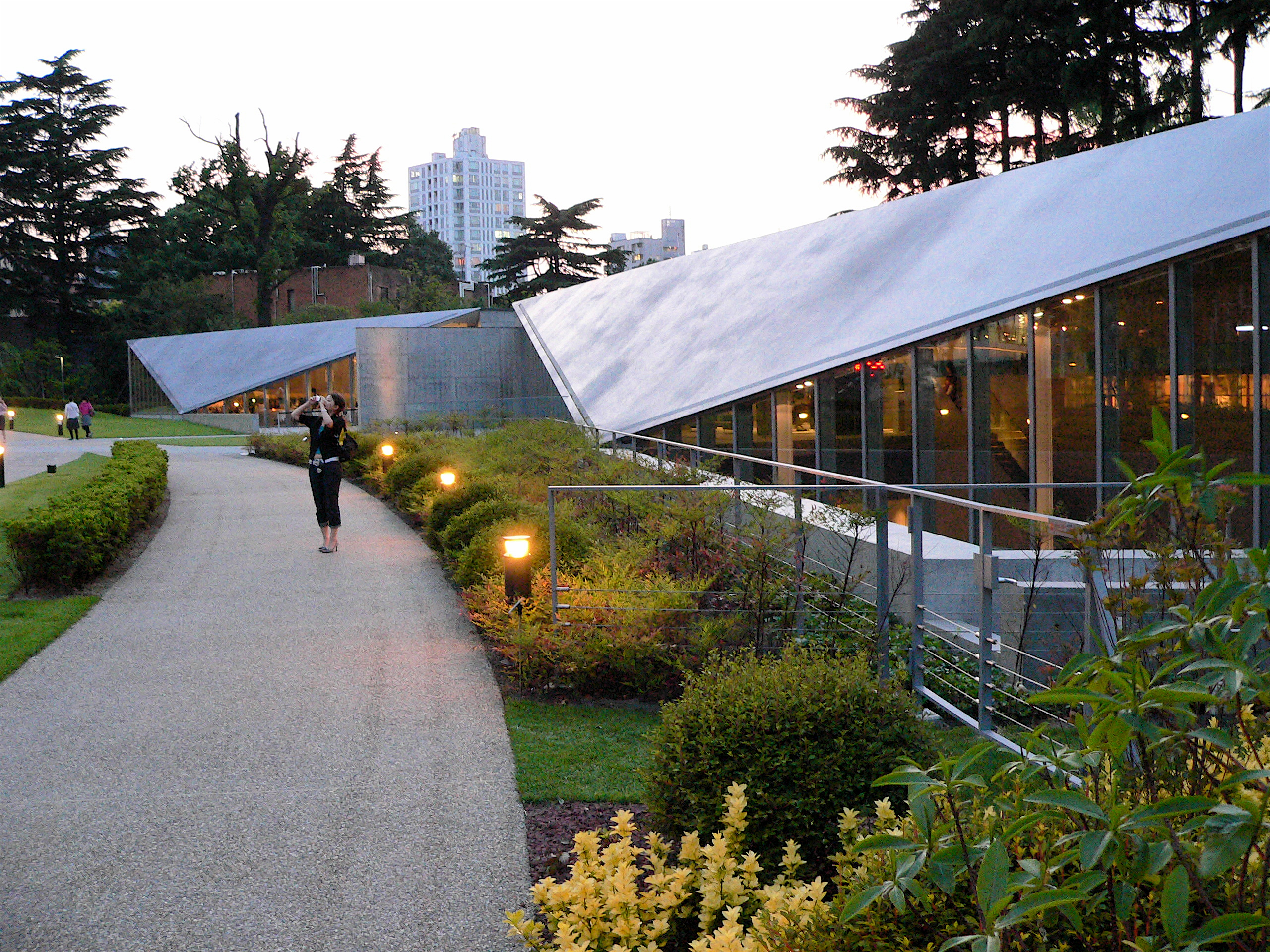
Design Site a Minato, municipalità di Tokyo (2007)

Prima di dedicarsi all'Architettura da autodidatta, conduce una vita molto varia, lavorando come camionista e pugile. Fortemente influenzato dal Movimento moderno e in particolar modo da Le Corbusier, ma allo stesso modo legato all'architettura tradizionale giapponese, alle sue opere conferisce un carattere quasi "artigianale" nella definizione dei dettagli. Utilizza quasi esclusivamente il cemento a vista, con casseforme trattate a cera che si basano sulla dimensione del tatami giapponese, e lo associa spesso al legno e alla pietra. È noto per uno stile esemplare che evoca in modo tipicamente giapponese la materialità, il collegamento e la lettura degli spazi, attraverso la comparazione estetica col modernismo internazionale. I suoi edifici sono spesso caratterizzati da volumi stereometrici attraversati da complessi percorsi tridimensionali, che si incrociano tra spazi interni ed esterni. Elemento fondamentale è sempre la luce, che contribuisce a definire il carattere degli spazi. Nel 1969, ha aperto lo studio Tadao Ando Architects & Associates.
La sua Row House (casa a schiera) in Sumiyoshi (Azuma House), una piccola casa a due piani in getto di cemento completata nel 1976, gli valse il Premio annuale dell'Architectural Institute of Japan. Anticipatrice di quello che diventerà il suo stile, consiste in tre volumi rettangolari di uguali dimensioni: due elementi di spazi interni, separati da un cortile aperto. Per la sua posizione, il cortile interno diventa parte integrante del sistema di circolazione della casa. Nel 1995 vince il Premio Pritzker. Ha donato il premio di 100.000 dollari agli orfani del Grande terremoto di Hanshin del 1995.
In Italia, Tadao Andō ha realizzato il centro di ricerca del Gruppo Benetton Fabrica a Villorba (frazione Lancenigo, nella provincia di Treviso), il progetto di risistemazione della Punta della Dogana a Venezia, sede della Fondazione François Pinault e la AB-house (la casa invisibile) a Ponzano Veneto. Per Giorgio Armani ha progettato la sede della casa di moda e il Teatro Armani a Milano. Sempre a Milano ha realizzato il flagship store e lo show-room di Duvetica. Dal 2021 al 2022 è stato direttore della rivista Domus.

## Stile
Ando è cresciuto nel Giappone, dove la religione e lo stile di vita hanno fortemente influenzato la sua architettura e il suo design. Si dice che lo stile architettonico di Ando crea un effetto "haiku", enfatizzando il nulla e lo spazio vuoto per rappresentare la bellezza della semplicità. Predilige la progettazione di una complessa circolazione spaziale mantenendo l'aspetto della semplicità. Architetto autodidatta, tiene in mente la sua cultura e lingua giapponese mentre viaggia in Europa per la ricerca. Come architetto, crede che l'architettura possa cambiare la società, che "cambiare dimora significa cambiare la città e riformare la società". La "società di riforma" potrebbe essere una promozione di un luogo o un cambiamento dell'identità di quel luogo. L'architetto svizzero Werner Blaser ha dichiarato: "I buoni edifici di Tadao Ando creano un'identità memorabile e quindi pubblicità, che a sua volta attira il pubblico e promuove la penetrazione del mercato".
La semplicità della sua architettura enfatizza il concetto di sensazione ed esperienze fisiche, influenzato principalmente dalla cultura giapponese. Il termine religioso Zen, si concentra sul concetto di semplicità e si concentra sul sentimento interiore piuttosto che sull'aspetto esteriore. Le influenze Zen mostrano vividamente nel lavoro di Ando e sono diventate il suo segno distintivo. Al fine di praticare l'idea di semplicità, l'architettura di Ando è in gran parte costruita con cemento, fornendo allo stesso tempo un senso di pulizia e assenza di gravità (anche se il cemento è un materiale pesante). A causa della semplicità dell'esterno, la costruzione e l'organizzazione dello spazio sono relativamente potenziali per rappresentare l'estetica della sensazione.
Oltre all'architettura religiosa giapponese, Ando ha anche progettato chiese cristiane, come la Chiesa della Luce (1989) e la Chiesa di Tarumi (1993). Sebbene le chiese giapponesi e cristiane presentino caratteristiche distinte, Ando le tratta in modo simile. Crede che non ci dovrebbero essere differenze nella progettazione di case e architetture religiose.
Oltre a parlare dello spirito dell'architettura, Ando sottolinea anche l'associazione tra natura e architettura. Intende che le persone sperimentino facilmente lo spirito e la bellezza della natura attraverso l'architettura. Crede che l'architettura sia responsabile dell'esecuzione dell'atteggiamento del sito e lo renda visibile. Ciò non solo rappresenta la sua teoria del ruolo dell'architettura nella società, ma mostra anche perché trascorre così tanto tempo a studiare architettura dall'esperienza fisica.
Nel 1995, Ando ha vinto il Premio Pritzker per l'architettura, considerata la più alta distinzione nel settore. Ha donato il premio di 100000 $ agli orfani del terremoto di Kobe del 1995.

## L'uso del calcestruzzo nelle opere di Tadao Ando

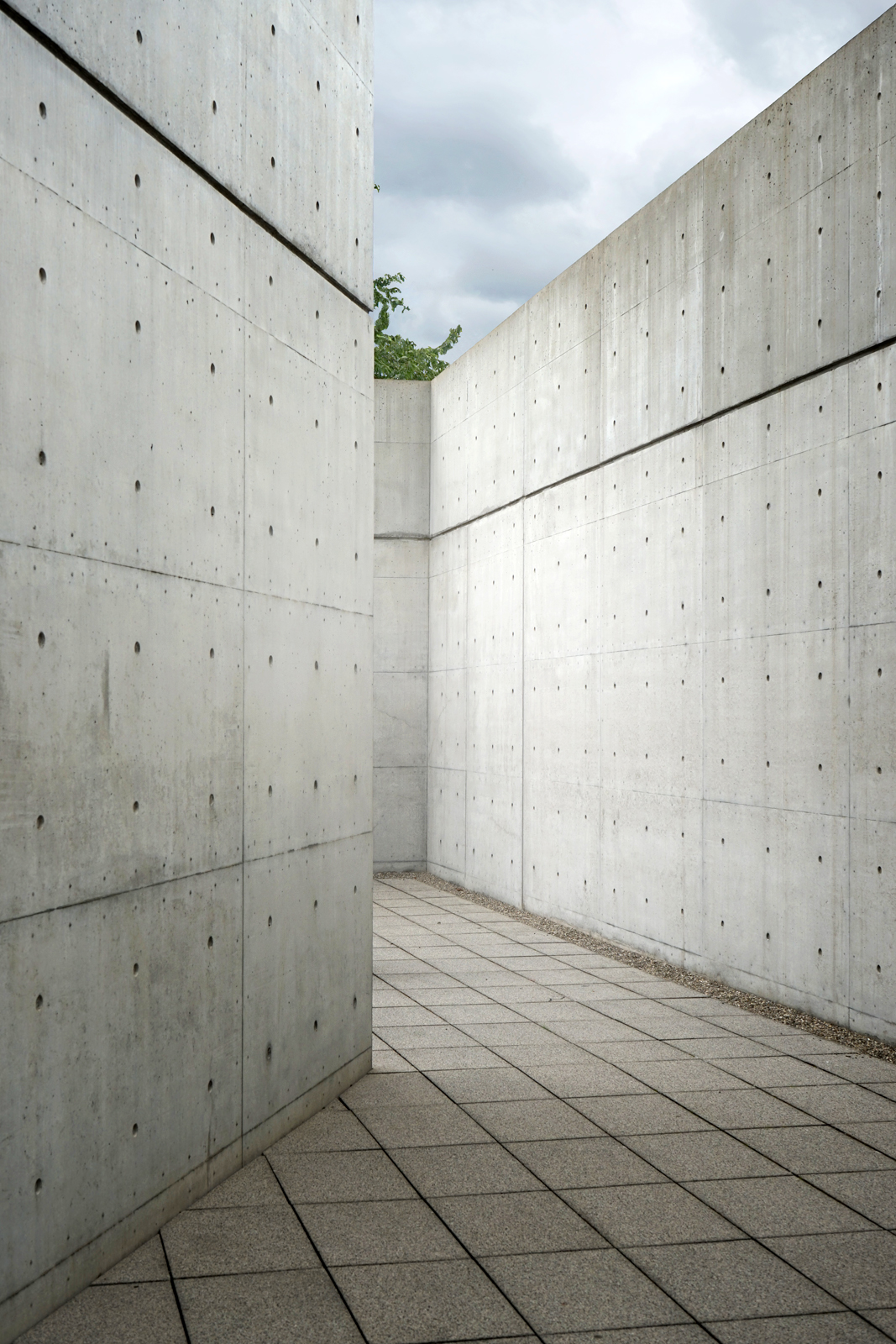
Padiglione per conferenze, Weil am Rhein, Germania.

Tadao Ando ha fatto del calcestruzzo a vista il materiale simbolo della sua poetica architettonica, egli ha scelto questo materiale inizialmente per motivi economici, trovandovi poi una grande libertà espressiva. Come lui stesso ha dichiarato, «la sua plasticità consente di spaziare tra le forme e di ottenere molteplici espressioni». 
Elemento centrale della sua architettura sono i muri in calcestruzzo, che sostituiscono le colonne del telaio. Questi muri, che mantengono le tracce della loro realizzazione, incrociano abilità artigianale e tecnologia contemporanea e sono l'elemento caratterizzante dell'architettura di Ando.
L'impiego del calcestruzzo armato a vista rappresenta non solo una scelta formale, ma anche una sfida tecnica. L'estensione continua del materiale su tutta la superficie dell'edificio impone una progettazione rigorosa delle casseforme che deve garantire l'alta qualità delle superfici, il controllo preciso dei giunti e la pulizia dei raccordi tra superfici verticali e orizzontali.
Fondamentale nel processo progettuale è la definizione di un modulo ricorrente derivato dalla dimensione del tatami tradizionale giapponese (90 × 180 cm), trasformato da Ando nella misura base del pannello da cassero. Questo modulo non solo conferisce ritmo e coerenza al linguaggio compositivo, ma diventa unità di misura dell'intero sistema costruttivo.
La realizzazione del cemento faccia a vista secondo gli standard qualitativi imposti da Tadao Ando richiede un controllo progettuale e costruttivo estremamente rigoroso. Come raccontano Eugenio Tranquilli e Luigi Cocco, ingegneri che hanno curato numerosi progetti dell’architetto giapponese in Italia (Duvetica Store di Milano e Punta della Dogana a Venezia) l’attenzione al dettaglio inizia già dalla selezione e preparazione delle casseforme.
La qualità delle superfici è assicurata da un insieme di accorgimenti tecnici: vengono impiegati casseri a tenuta stagna dotati di pannelli di rivestimento in legno di betulla, verniciati sul lato interno permettono al calcestruzzo di assumere una superficie liscia, compatta e priva di imperfezioni. I pannelli vengono selezionati manualmente e controllati singolarmente; la posizione dei fori, necessari per le barre che tengono insieme i due lati delle casseforme, viene disegnata in anticipo su ogni prospetto. Questi segni diventano parte integrante dell’espressione architettonica, veri e propri dettagli estetici creando un'impronta regolare che diventa un elemento decorativo e scandisce ritmicamente le superfici e sottolinea la precisione dell'intervento; la composizione del calcestruzzo viene studiata meticolosamente tramite campionature preliminari, con controllo su granulometria, umidità, temperatura e origine degli inerti, affinché provengano dallo stesso bacino e non alterino il colore del getto finale. Il “mix design” del calcestruzzo per rispondere alle esigenze estetiche e prestazionali viene adattando di volta in volta. Viene utilizzata una miscela a basso slump (circa 6,3 inches, contro gli 8 standard), che garantisce maggiore compattezza e consente di ottenere superfici nette e durevoli, anche su pareti inclinate. La compattezza del calcestruzzo, ottenuta con questa formula più densa e meno lavorabile, è uno dei fattori chiave nella qualità estetica e strutturale delle sue opere; la vibrazione del calcestruzzo per eliminare bolle d'aria deve avvenire in più punti e sempre con il vibratore immerso, spento e poi estratto con cura, per evitare schizzi che segnerebbero le superfici; ogni fase, dalla messa in opera alla fase di disarmo, è soggetta a criteri prestazionali rigidissimi, definiti in un vero e proprio “libretto di tolleranze” sviluppato da Ando, in cui le imperfezioni minime sono talvolta accettate come espressione dell’unicità del processo manuale e del contesto locale.
Il calcestruzzo a vista utilizzato da Tadao Ando è spesso descritto come “liscio come seta”, qualità estetica che è il risultato sia dalla composizione della miscela cementizia sia dalla precisione delle casseforme in cui viene colato.
In molti casi, per migliorare la durabilità nel tempo e proteggere le superfici da muffe e colature d’acqua, il calcestruzzo viene trattato con vernici idrorepellenti. Questi trattamenti non solo aumentano la resistenza agli agenti atmosferici, ma conferiscono talvolta alla materia un aspetto visivo più naturale, simile alla pietra o al legno.
Nel corso della sua carriera, Tadao Ando ha collaborato con importanti figure del mondo della moda, mantenendo sempre centrale l’impiego del calcestruzzo a vista. Una delle sue collaborazioni più significative è quella con lo stilista Giorgio Armani, per il quale ha progettato l'Armani Teatro (2001) e il Duevetica Store (2009) a Milano. Ando ha inoltre collaborato in diverse occasioni con ingegneri e architetti di fama internazionale come Mario Botta e Shigeru Ban.
L’impiego del calcestruzzo negli edifici di Ando ha subito un’evoluzione significativa nel tempo. Nelle prime opere, come la Row House di Sumiyoshi (1976) o il complesso Rokko Housing (1983–1993), Ando sperimenta forme geometriche semplici, con un uso del cemento faccia a vista grezzo e la regolarità dei fori delle casseforme. Con la Chiesa della Luce (1989), il materiale diventa veicolo di una poetica spirituale, in cui la luce interagisce con le superfici in calcestruzzo creando effetti suggestivi. In progetti successivi su scala internazionale, come la Pulitzer Arts Foundation (2001) o l’ampliamento del Clark Art Institute (2008), Ando inizia a far integrare il calcestruzzo con materiali come il vetro e l’acqua, creando un dialogo materico più articolato e inserendo l’edificio in contesti sempre più naturali.

## Opere

### Selezione di progetti
- Casa Row (altro nome di Casa Azuma), a Sumiyoshi, nella prefettura di Ōsaka (1976)
- Rokko Housing One, a Rokko, nella prefettura di Kobe (1983)
- Festival, a Naha, nella prefettura di Okinawa, (1984)
- Edificio TS, ad Osaka (1985)
- Cappella sull'acqua, a Tomamu, nella prefettura di Hokkaidō (1988)
- Galleria akka, ad Osaka, in Giappone (1988)
- Children's Museum di Himeji, nella prefettura di Hyōgo (1989)
- La chiesa della Luce, a Ibaraki, nella prefettura di Osaka (1989)  Church of the Light, su arch.mcgill.ca (archiviato dall'url originale il 9 settembre 2015).
- Collezione a Tokyo, in Giappone (1989)
- Tempio dell'Acqua all'isola Awaji, nella prefettura di Hyōgo (1991)
- Museo d'arte contemporanea di Naoshima, nella prefettura di Kagawa (1992)
- Padiglione giapponese per l'Esposizione di Siviglia, in Spagna (1992)
- Rokko Housing Two, a Rokko, Kobe (Giappone, 1993)
- Padiglione Vitra per le conferenze, a Weil am Rhein, in Germania (1993)
- Centro Fabrica per Benetton, Catena di Villorba (TV), in Italia (2000)
- Fondazione per le arti Pulitzer, a Saint Louis, nel Missouri (2001)
- Museo memoriale di Ryōtarō Shiba, a Higashiōsaka, nella prefettura di Osaka (2001)
- Teatro Armani e Sede internazionale della Giorgio Armani S.p.A. a Milano, in Italia (2002)
- Museo d'arte moderna a Fort Worth, in Texas (2002)
- Museo d'arte Chichu, a Naoshima, nella prefettura di Kagawa (2004)
- AB-house a Ponzano Veneto (TV), in Italia (2004)
- Jingumae 4-Chome Project, a Tokyo (2009)
- Palazzo Grassi, a Venezia, in Italia (2006), restyling interni
- Punta della Dogana, Venezia, in Italia (2009), restauro
- Abitazione, stalle e mausoleo per Tom Ford presso Santa Fe, nel Nuovo Messico (2009)
- Espansione del Clark Art Institute di Williamstown, in Massachusetts (2014)
- Casa-studio per Karl Lagerfeld a Biarritz, in Francia
- Flagship store e show-room per Duvetica, una a Milano e una a Kitzbühel, in Austria

## Premi
- Premio annuale (Row House, Sumiyoshi), Architectural Institute of Japan (1979)
- Cultural Design Prize (Rokko Housing One and Two), Giappone (1983)
- Medaglia Alvar Aalto, della Finnish Association of Architects (1985)
- Medaglia d'Oro per l'architettura, Académie royale d'architecture (1989)
- Premio Carlsberg, Danimarca (1992)
- Japan Art Academy Prize, Giappone (1993)
- Premio Pritzker (1995)
- Royal Gold Medal, Royal Institute of British Architects (R.I.B.A., 1997)
- AIA Gold Medal, American Institute of Architects (A.I.A., 2002)
- Premio Compasso d'oro alla carriera, Fondazione ADI (2024)[17]